# Tolaga Bay
La baie de Tolaga  (maori de Nouvelle-Zélande : Uawa) est à la fois une baie et une petite localité de la région de la Gisgorne située dans l’Île du Nord de la Nouvelle-Zélande.

## Situation
Elle est située à 45 kilomètres au nord-est de la ville de Gisborne et à 30 kilomètres au sud de la petite ville de Tokomaru Bay.

## Toponymie
Elle fut appelée Tolaga Bay par le capitaine James Cook  en 1769, mais le nom original maori est Uawa Nui A Ruamatua (raccourci en Uawa), et certains habitants locaux font référence à la zone comme Hauiti, et eux-mêmes comme les Hauitians du nom de l’iwi local des Te Aitanga-a-Hauiti (en).

## Histoire
La région située autour de la baie est accidentée et pendant de nombreuses années, le seul accès à la ville fut par bateau.
Du fait du caractère peu profond de la baie, un long quai (le plus long de Nouvelle-Zélande soit 600 m) – fut construit en 1920, pour permettre l'accostage des bateaux et le dernier cargo à utiliser le quai pour décharger une cargaison de maïs date de l’année 1967 .
Dès 1830, il y avait un commerce actif du flax (en) impliquant les premiers européens comme Barnet Burns .
En 1998, le quai fut détérioré et fut menacé de fermeture. 
En réponse, le Tolaga Bay Save the Wharf Trust leva des fonds et obtint l’aide technique pour le restaurer. 
Le quai est maintenant ré-ouvert et le projet de restauration s'est terminé en mai 2013 .

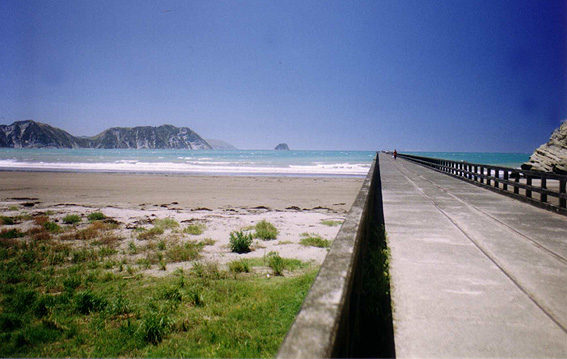
Le quai de Tolaga Bay est le quai le plus long de la Nouvelle-Zélande

Le fleuve Uawa atteint l’océan Pacifique au milieu de la baie de Tolaga. Le fleuve Uawa est appelé plus en amont la rivière Hikuwai.
Il y a une barre à l’embouchure du fleuve avec environ 2 mètres de variation de la hauteur de l’eau lors de la marée. 
Les affluents comprennent la rivière Waiau et la rivière Mangaheia.
Une île située dans la baie portait initialement le nom de Spöring Island donné par le capitaine James Cook, d’après le nom de l’assistant de l’expédition Herman Spöring, qui était un botaniste Finlandais, chargé de l’étude de la flore naturelle et de la fabrication des instruments.
Cette île est toutefois connue à nouveau maintenant sous le nom maori de Pourewa.

## Activités économiques
La ville est une destination de vacances.
Sa population, à prédominance maorie, est centrée sur l’iwi des Te Aitanga-a-Hauiti (en) et fut le domicile de Ariki - Te Kani a Takirau (en), et de Tohunga - Nopera Te Rangiuia.